# József Berkes
József Berkes (* 31. Dezember 1890 in Pancsova, Österreich-Ungarn; † 25. Januar 1963 in Budapest) war ein ungarischer Turner.

## Erfolge
József Berkes nahm 1912 an den Olympischen Spielen in Stockholm teil und gehörte bei diesen zur ungarischen Turnriege im Mannschaftsmehrkampf. Dabei traten insgesamt fünf Mannschaften an, die aus 16 bis 40 Turnern bestehen und während des einstündigen Wettkampfs gleichzeitig antreten mussten. Bewertet wurde neben der Ausführung der Übungen an den Geräten auch das Verlassen und der Wechsel der Geräte sowie der Einmarsch zu Beginn. Am Ende wurden anhand eines Durchschnittswert der einzelnen Nationen die Abschlussplatzierungen ermittelt. Neben den Ungarn traten auch Turnriegen aus Italien, Großbritannien, dem Deutschen Reich und Luxemburg an. Mit 53,15 Punkten setzten sich die Italiener gegen ihre Konkurrenten durch. Die Ungarn erzielten indes 45,45 Punkte und belegten damit vor den drittplatzierten Briten mit 36,90 Punkten den zweiten Platz.
Berkes gewann somit zusammen mit Imre Erdődy, Samu Fóti, Imre Gellért, Győző Halmos, Ottó Hellmich, István Herczeg, József Keresztessy, Lajos Aradi, János Krizmanich, Elemér Pászti, Árpád Pédery, Jenő Réti, Ferenc Szűts, Ödön Téry und Géza Tuli die Silbermedaille.
Je nach Quelle wird Berkes auch als József Bittenbinder bezeichnet. Er gewann mit seinem Budapester Verein BBTE 1910 und 1911 die ungarischen Meisterschaften im Mannschaftsturnen. Nach den Olympischen Spielen beendete er seine Turnkarriere und arbeitete in Budapest unter dem Familiennamen seiner Mutter, Szendrey, als Rechtsanwalt.